# Škoda 14T
Škoda 14 T — частично низкопольный сочленённый многосекционный трамвай производства Škoda Works; эксплуатируется с 2006 года в Праге. Средства массовой информации часто указывают производителем Porsche, дизайн вагона разрабатывала Porsche Design Group. Прагой было заказано 60 единиц данной модели.
Среди недостатков модели были выделены шум в салоне и неудобность первой секции, так как передняя дверь выделена только для водителя, что способствует увеличению нагрузки на прочие 4 двери и неудобный выход из первой секции.
В результате незначительных изменений в 14T были получены модели Skoda 16T (для Вроцлава) и Skoda 13Т (для Брно). В 2012 году во Вроцлав был поставлен 31 двухкабинный вагон на базе 14Т, этот вагон получил индекс 19Т.
Цена одного вагона составляет около 2 млн евро.
В 2014 году в Праге на вагонах 14T были обнаружены недостатки в конструкции редукторов, из-за которых все пражские 14T были отстранены от эксплуатации. По мере устранения недостатков трамваи возвращаются в работу.
|  |  |  |